# طسوج (کوار)
طسوج، مرکز بخش طسوج و شهری از توابع این بخش در شهرستان کوار استان فارس ایران است.

## جمعیت
براساس سرشماری عمومی نفوس و مسکن در سال ۱۳۹۵، جمعیت شهر طسوج برابر با ۴،۵۵۵ نفر (۱،۱۴۱ خانوار) بوده‌است.